# Rochelle Aytes
Rochelle Aytes (Nova Iorque, 17 de maio de 1976) é uma atriz norte-americana, notória entre outros pela atuação no filme de comédia de 2004 White Chicks e na série de televisão de 2010 The Forgotten. Atualmente, interpreta a personagem April Malloy na série Mistresses (telessérie estadunidense) .

## Início da vida
Rochelle Aytes nasceu em Nova York e participou da LaGuardia High School. Ela se formou como BA em Artes Plásticas pela Universidade Estadual de Nova Iorque Purchase College. Ela começou sua carreira como modelo e apareceu em comerciais para o McDonald, L'Oreal, Coca-Cola e Mercedes-Benz.

## Carreira
Ela é mais conhecida por seu papel de 2004, em White Chicks como Denise Porter, e, mais recentemente, na série de TV 2009 The Forgotten como o detetive Graça Russell, que se junta a um grupo de voluntários, incluindo o ex-Chicago detetive da polícia, Christian Slater , para resolver casos de vítimas de homicídio em falta ou não identificado. Ela também jogou Lisa Breaux em Tyler Perry 's Reunion Madea da Família , onde Rochelle interpreta uma mulher que está preso em uma relação na qual o noivo ( Blair Underwood ) bate e ameaça-la.
Em 2006, ela interpretou Nicole Jamieson nos episódios de teste-piloto da Casa Tyler Perry de Payne Ela também fornece a voz para Rochelle em Left 4 Dead 2 .
Em 2007, ela estrelou na série da Fox Bones como Felicia Saroyan, a irmã de Lab Supervisor, Cam. Ela estrelou o filme independente Trick 'r Treat Ela jogou Barnthouse papel de Leigh em 2007, o Fox série Unidade . Ela também interpretou Tara Kole no programa de TV, NCIS da CBS. Ela também apareceu no drama TNT série Dark Blue em 2010.
De 2010 para 2011, ela teve um papel recorrente na ABC-TV série Detroit 1-8-7 como promotor Alice Williams, até que seu personagem foi assassinado na 2011/01/11 episódio "Chave da Cidade". Em 2011 ela estrelou em três episódios como Amber James, a ex-namorada de Keith Watson, na sétima temporada da série da ABC Desperate Housewives .
Ela é representada por Ryan Daly de Gestão Zero Gravity.
Aytes vontade estrelas no próximo drama da ABC Mistresses sobre a vida de quatro amigas e seu envolvimento em uma série de relacionamentos ilícitos e complexos, interpretando April Malloy

## Filmografia

### Filme
| Ano  | Título                       | Papel                | Notas     |
| ---- | ---------------------------- | -------------------- | --------- |
| 2004 | White Chicks                 | Denise Porter        |           |
| 2006 | Madea's Family Reunion       | Lisa                 |           |
| 2007 | Trick 'r Treat               | Maria                |           |
| 2011 | The Inheritance              | Lily                 |           |
| 2013 | CrazySexyCool: the TLC Story | Perri "Pebbles" Reid | Telefilme |
| 2014 | The Butterfly Chasers        | Diana Lee            |           |
| 2014 | My Favorite Five             | Hailey Colburn       |           |

## Televisão
| Ano       | Título               | Papel            | Nota                           |
| --------- | -------------------- | ---------------- | ------------------------------ |
| 2003      | Sex and the City     | Hostess          |                                |
| 2005      | Jonny Zero           | Keisha           |                                |
| 2005      | My Wife and Kids     | Enfermeira       |                                |
| 2006      | 13 Graves            | Karen            | TV piloto                      |
| 2006      | ER                   | Tamara           |                                |
| 2006      | CSI: NY              | Sienna           |                                |
| 2006      | Half & Half          | Yolanda          |                                |
| 2007      | Day Break            | Mulher no Plane  |                                |
| 2007      | Drive                | Leigh Bartnhouse |                                |
| 2007      | Las Vegas            | Carle            |                                |
| 2007      | Bones                | Felicia Saroyan  |                                |
| 2008      | Dirt                 | Jasmine Ford     |                                |
| 2008      | Shark                | Karla Ballantine |                                |
| 2009      | Mistresses           | Ava              | TV piloto                      |
| 2009      | NCIS                 | Tara Kole        |                                |
| 2009      | The Forgotten        | Grace Russell    | Elenco regular, 17 episódios   |
| 2010      | Dark Blue            | Eva              |                                |
| 2010–2011 | Detroit 1-8-7        | Alice Williams   | Elenco recorrente              |
| 2011      | Desperate Housewives | Amber James      | Elenco recorrente, 3 episódios |
| 2011      | White Collar         | Isabelle Wilson  |                                |
| 2012      | Work It              | Vanessa          |                                |
| 2013–2016 | Mistresses           | April Malloy     |                                |
| 2013-2016 | Criminal Minds       | Savannah Hayes   | Elenco recorrente, 3 episódios |
| 2019      | The Purge            | Michelle Moore   | Temporada 02                   |

## Voz
| Ano  | Título          | Papel    | Notas                        |
| ---- | --------------- | -------- | ---------------------------- |
| 2009 | Left 4 Dead 2   | Rochelle | Valve Software               |
| 2013 | Resident Evil 6 | Rochelle | Capcom X Valve Crossover DLC |